# Ella Tromp-Yarzagaray
Alicia Angela (Ella) Tromp-Yarzagaray (17 december 1944) is een Arubaans voormalig politica voor de MEP. Zij was minister van Financiën en daarvoor gevolmachtigde minister van Aruba in Den Haag. Zij gaat de geschiedenis in als de eerste vrouw die deze functies heeft bekleed.

## Biografie
Na de MULO op Aruba behaalde Ella Tromp diverse diploma's, waaronder praktijk boekhouden, moderne bedrijfsadministratie en LO-handelskennis. Zij werkte aanvankelijk in het bedrijfsleven. In 1976 stapte zij over naar het onderwijs, waar zij achtereenvolgens als lerares ETAO (economisch, toeristisch, administratief onderwijs), lerares economie aan het La Salle College en lerares MAO (middelbaar administratief onderwijs) werkzaam was voordat zij tot de politiek toetrad in 1989.
Tromp's politieke loopbaan bestrijkt de periode 1989-2005. Op de lijst van de Movimiento Electoral di Pueblo (MEP) nam zij deel aan de statenverkiezingen in 1989, 1993, 1994, 1997, 2001 en 2005.
Van 1989 tot 1991 was Tromp medewerkster in het kabinet van de Minister-president van Aruba. Zij werd benoemd tot de Gevolmachtigd minister van Aruba in het Kabinet-Oduber I van 8 maart 1991 tot 1 maart 1993 en nogmaals in het Kabinet-Oduber III van 30 oktober 2001 tot 1 december 2005. In de politieke geschiedenis van het Koninkrijk werd zij de eerste vrouw in de functie van Gevolmachtigde Minister. In het Kabinet-Oduber II trad zij aan als Minister van Financiën, Openbare Werken en Volksgezondheid. Deze ministerspost vervulde zij van 1 maart 1993 tot maart 1994, toen er ruzie tussen de coalitiepartners PPA en ADN uitbrak met vervroegde verkiezingen tot gevolg.  Als Minister van Financiën hield ze ferme controle op de overheidsuitgaven en slaagde er in 1993 in, voor het eerst sedert de status aparte van Aruba, een begrotingsoverschot te realiseren. Van oktober 1994 tot oktober 2001 was Tromp lid van de Staten van Aruba, terwijl zij ook van 1994 tot 2001 lid was van het partijbestuur MEP. Van 30 oktober 2001 tot 1 december 2005 was zij opnieuw gevolmachtigd minister in het kabinet Oduber III.
Bij het aftreden van Christina van den Berg-de Freitas op 1 september 2008 werd Tromp benoemd tot waarnemend gouverneur van Aruba. Zij trad af op 1 november 2016 en werd opgevolgd door Yvonne Lacle-Dirksz. 

## Onderscheidingen
Tromp werd in 1992 door Venezuela onderscheiden met de Orde van Francisco de Miranda (Primera Clase) voor haar verdiensten als vertegenwoordiger van Aruba in het Koninkrijksorgaan, consultatief mechanisme tussen Venezuela, Nederland, de Nederlandse Antillen en Aruba, van 1989 tot 1991. Sedert 1994 is zij Ridder in de Orde van de Nederlandse Leeuw.